# Minsur
Minsur est une société minière basée au Pérou et engagée dans l'extraction, la fondation et le raffinage de l'étain et de cuivre. Elle est également impliquée dans l'exploration d'or, d'argent, de plomb et de zinc.
Minsur a été fondée en 1966 et son siège se trouve à Lima. Minsur commercialise ses produits vers l'Europe, l'Amérique du Sud, les États-Unis et le Canada.
Minsur a trois grands sites opérationnels au Pérou: 
- la Mine d'étain de San Rafael, dans la province de Melgar, qui est le troisième plus grand producteur mondial d'étain
- la mine d'or de Pucamarca, qui doit produire un demi-million d'once par an
- la fonderie et la raffinage de Pisco